# 香港礼賓府
香港礼賓府（ほんこんれいひんふ）は、中国の香港行政長官の官邸である。香港の中環にある。旧名は香港総督府。礼賓（賓礼）とは来客をもてなすという意味であり、中国では古くから使われている言葉である。

## 歴史
1842年の南京条約により香港島はイギリス領となった。香港総督の官邸が完成したのは1855年で、ビクトリア・ハーバーを見渡す丘の上に建設された。第4代総督ジョン・ボウリングが最初の入居者だった。官邸は歴代の総督によって整備が続けられ、南側（山側）には庭園が造られた。1891年には東側に宴会場や食堂などの設備を備えた別館が増築された。
日本占領時期の香港（1941~1945年）では日本人の総督が派遣されたが、官邸は2年に及ぶ改築工事が行われたため実際に総督が入居したのは短い期間である。改築の結果、当時日本国内で流行していた帝冠様式の屋根に変更され、本館と別館の間に監視塔が増築された。また茶室などの畳敷きの部屋が造られ日本の調度品が多数置かれた。
第二次世界大戦後、イギリス人の総督が復帰し和風の内装は撤去されたが、外観は費用が嵩むため放置された。その後もベランダの増築や暖炉と空調の設置などが行われた。
1997年の香港返還により香港総督は官邸を退去し、替わりに香港政府が所有者となった。しかし、初代行政長官の董建華は自宅からの通勤を好み官邸には入らなかった。第2代長官の曽蔭権は電機通信設備やセキュリティ設備を一新するなどの改修工事を実施し官邸に入居した。しばらくは旧総督府と呼ばれていたが公式名称は中国的な「礼賓府」に決定した。
その後の整備はテニスコートの撤去や庭園の拡張、錦鯉の池の新設などである。礼賓府の名称が示す通り、国内外からの要人を接待したり栄典の授章式などの舞台となっている。官邸は年に数回一般公開される。官邸周辺ではしばしばデモなどの政治活動が行われるため警備態勢は厳重である。

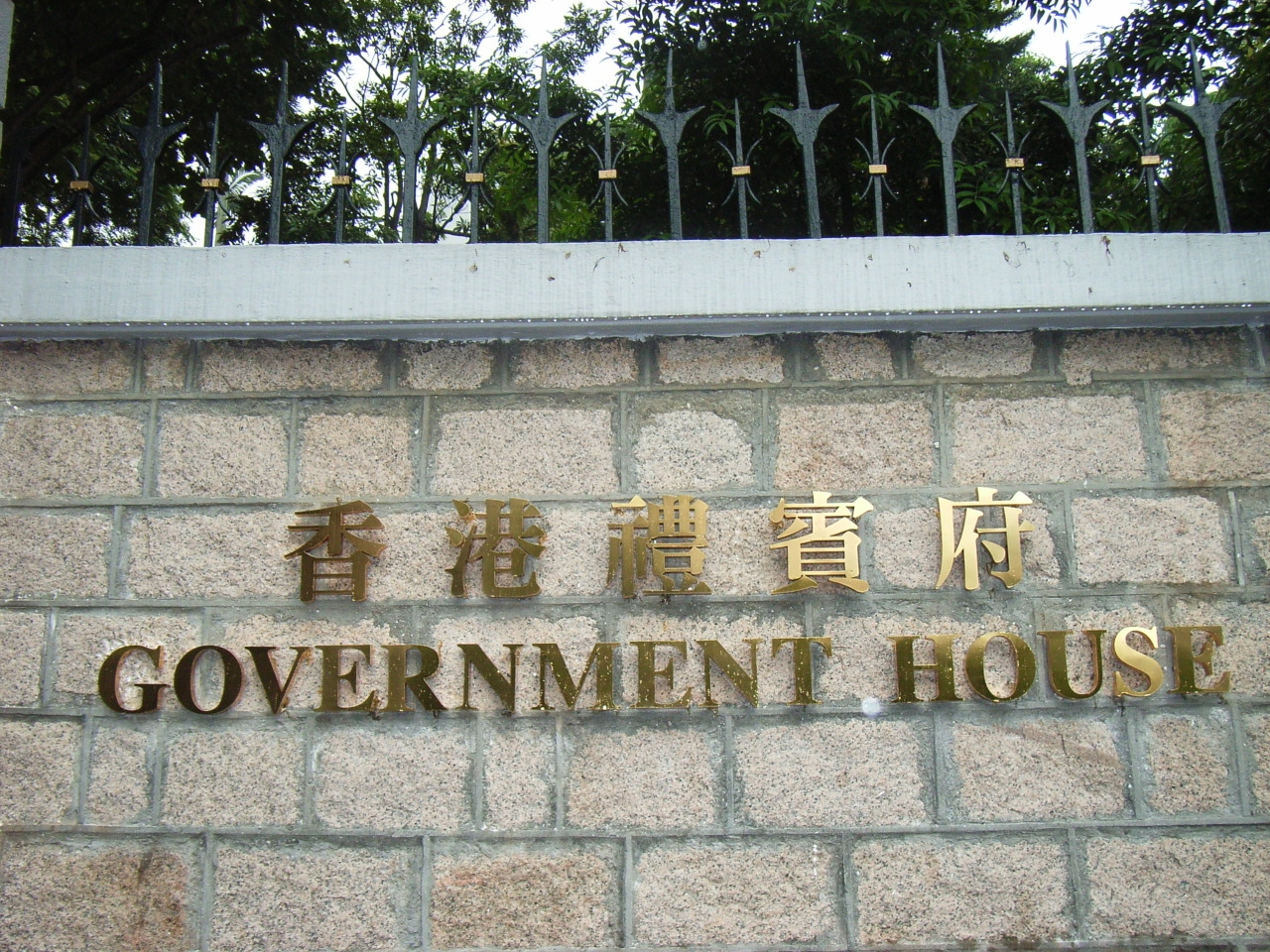
銘板
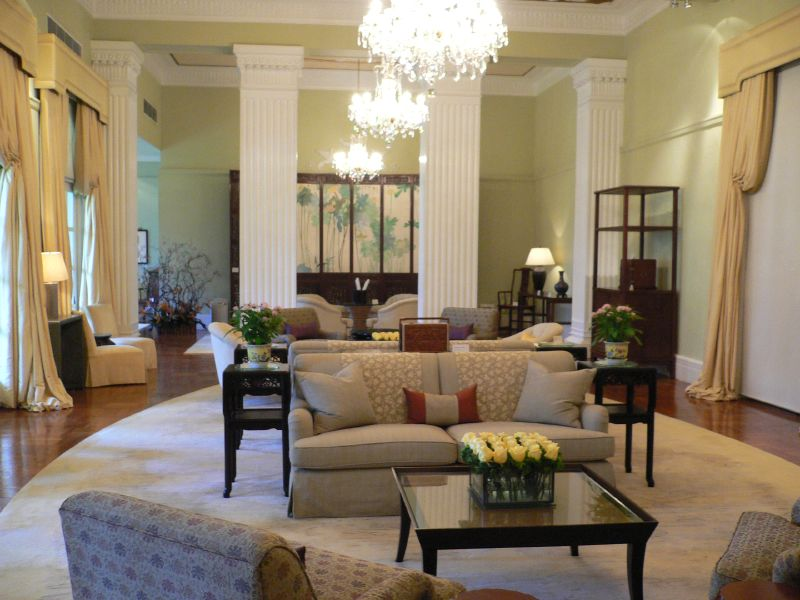
リビングルーム
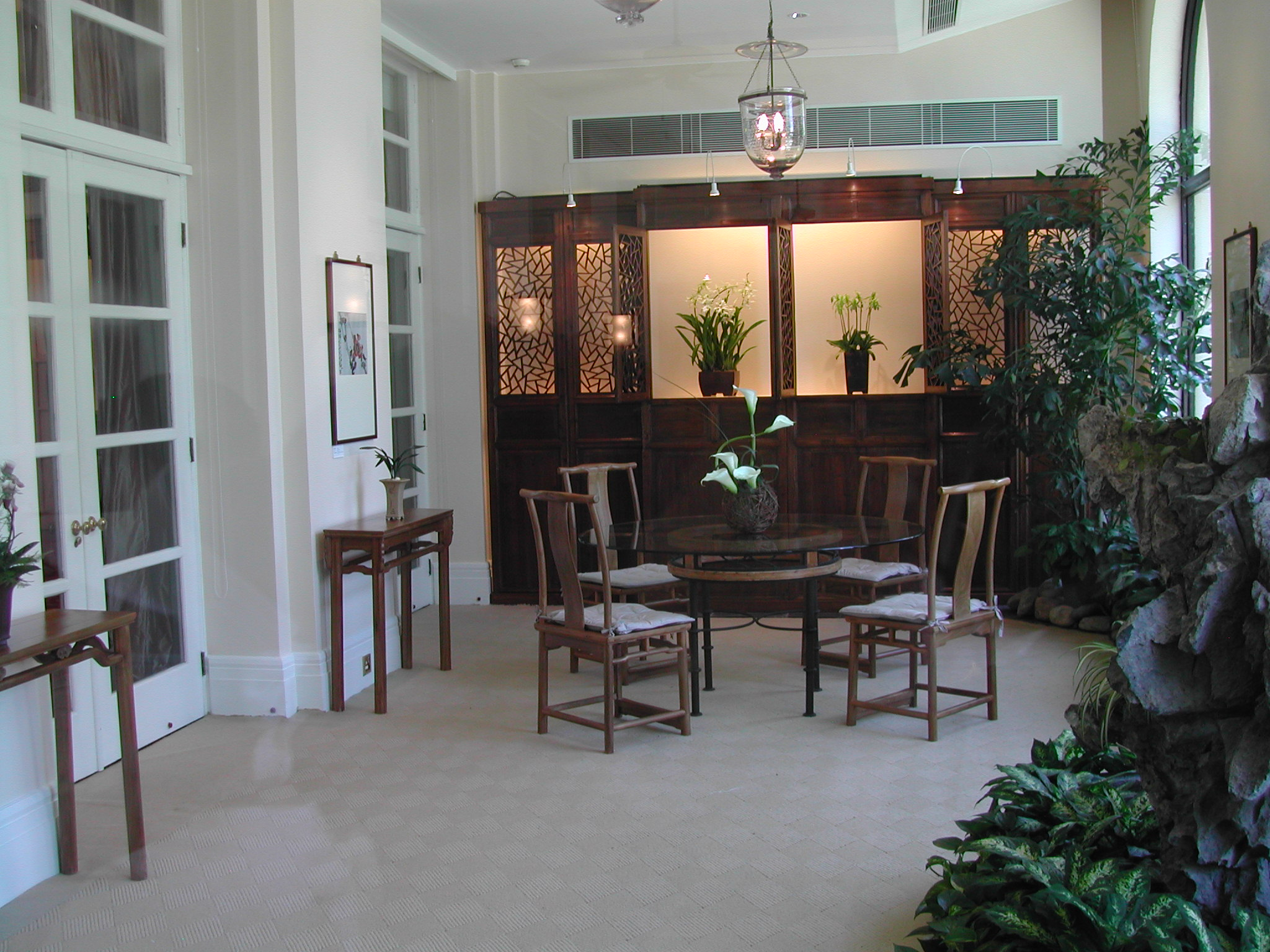
テラス
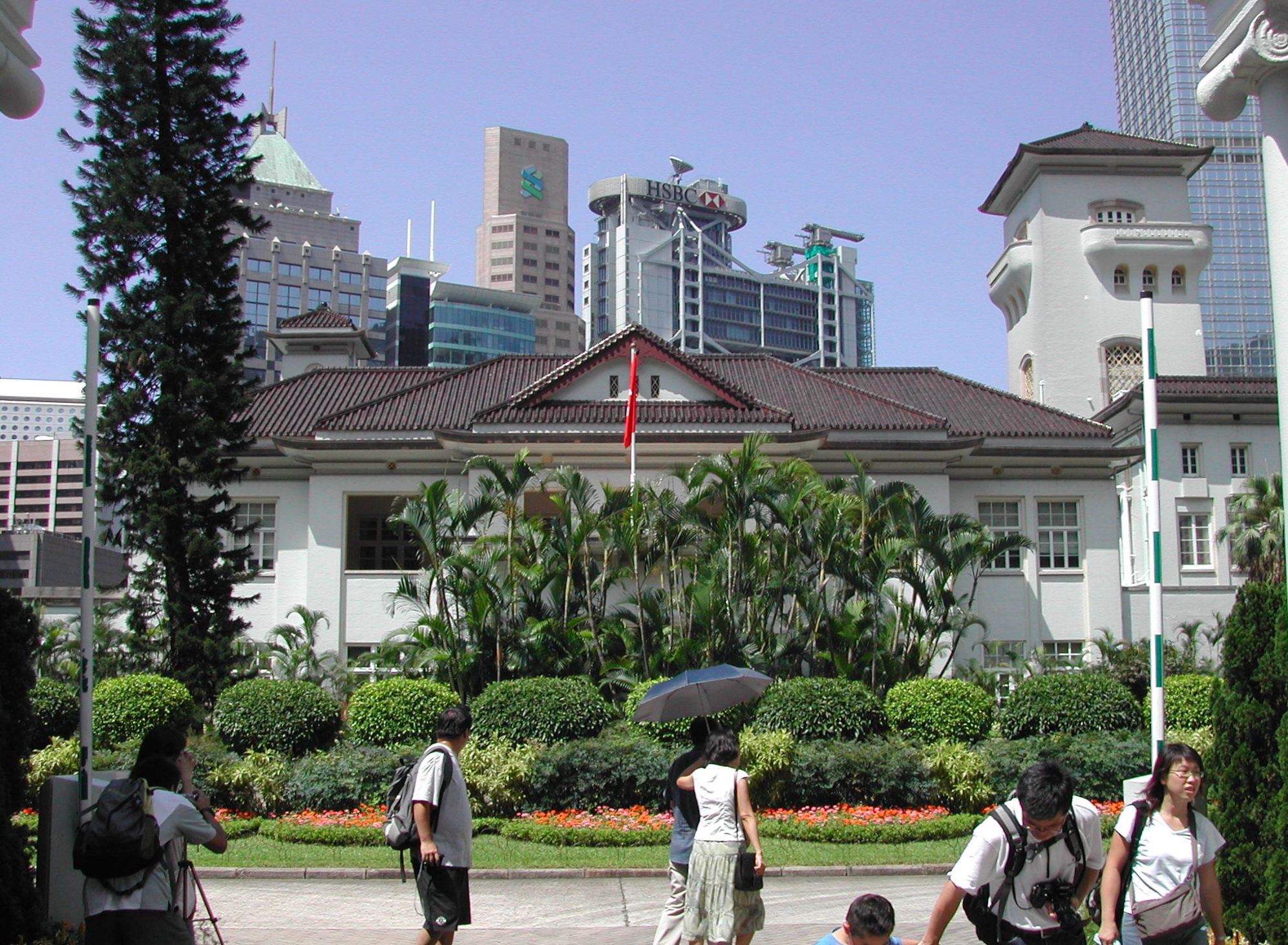
南面のファサード
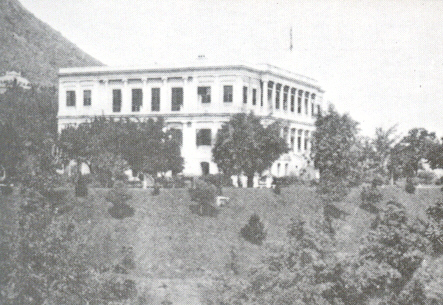
1868年の総督府